# Список умерших в 1366 году

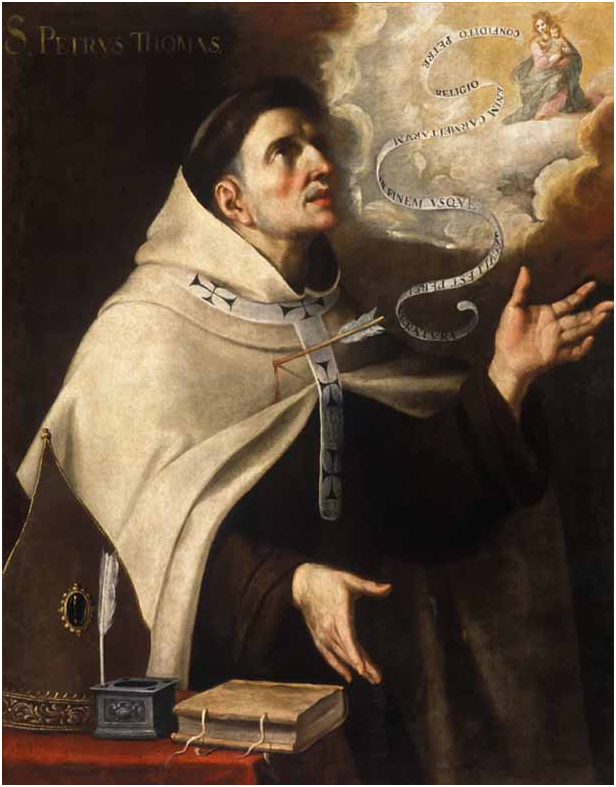
Пётр Тома

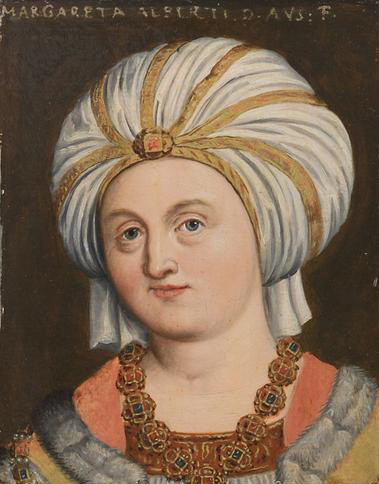
Маргарита Габсбург

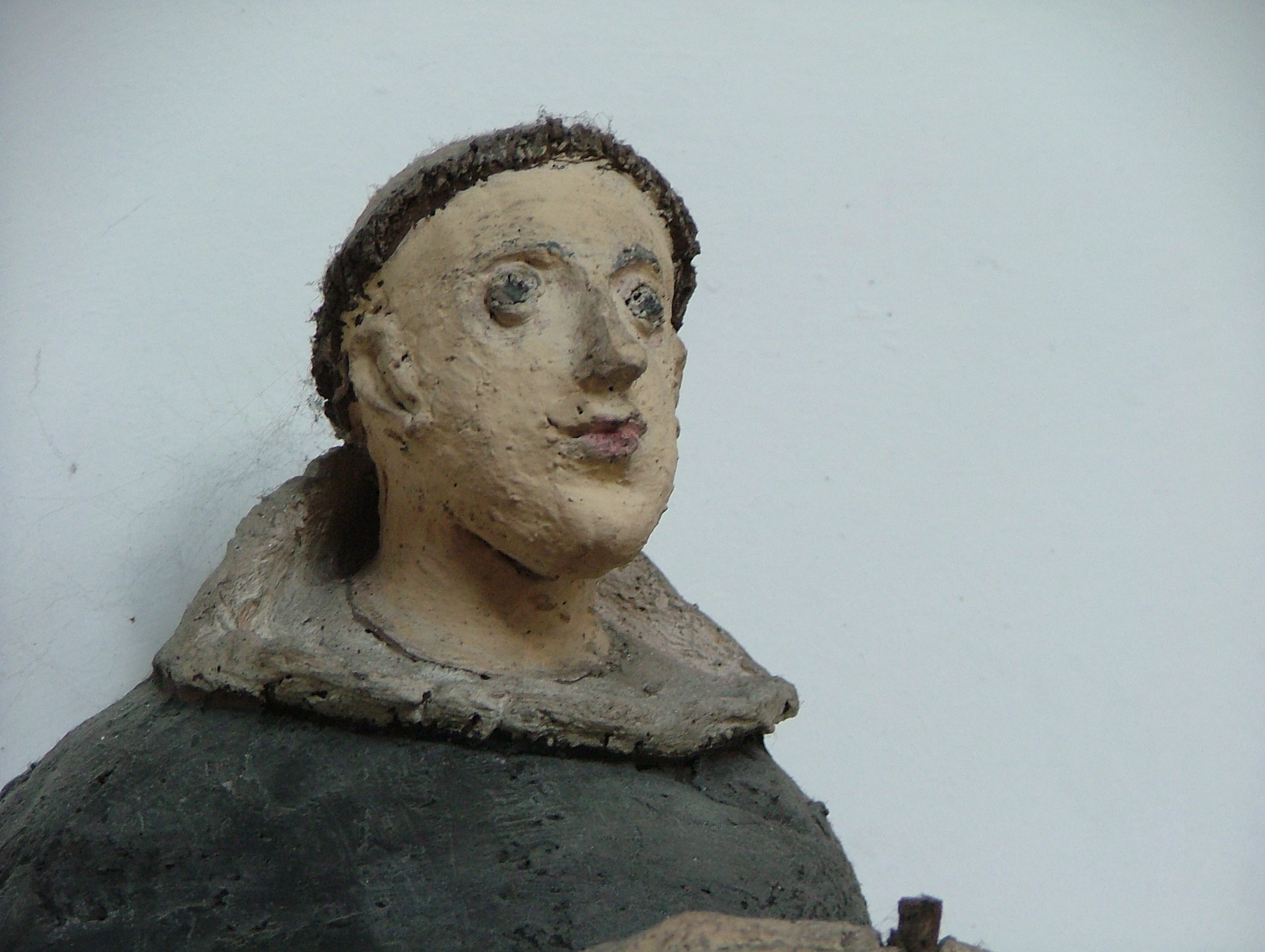
Генрих Сузо

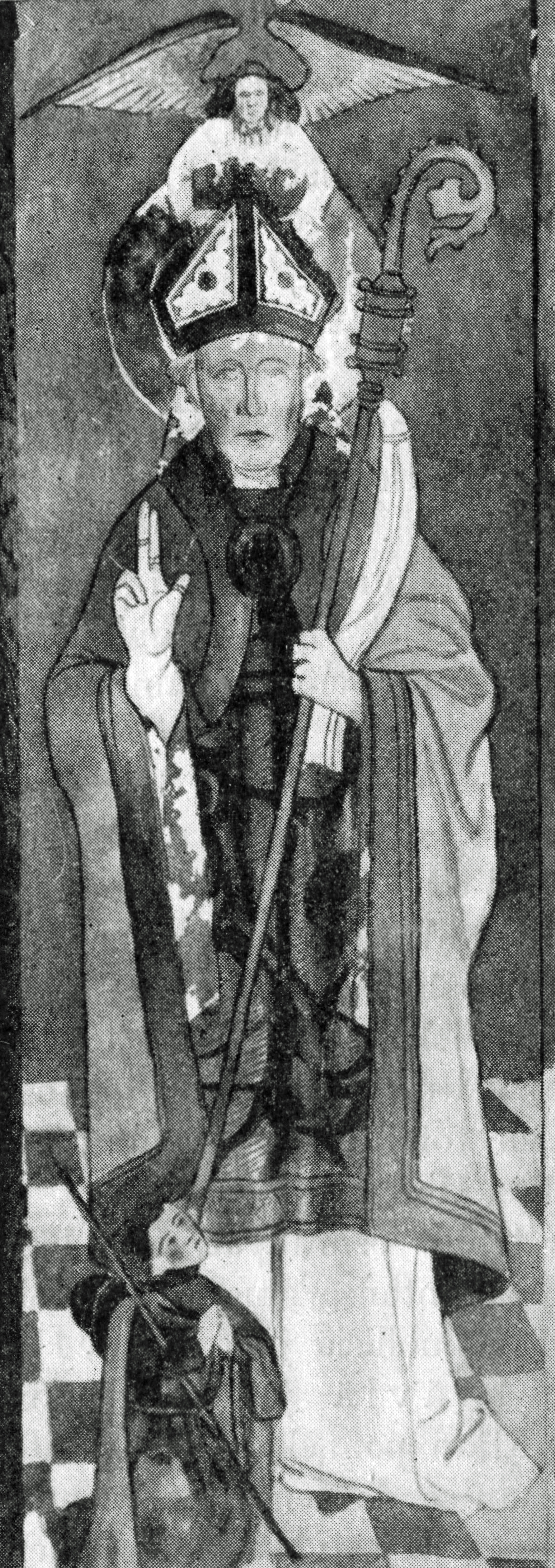
Хемминг

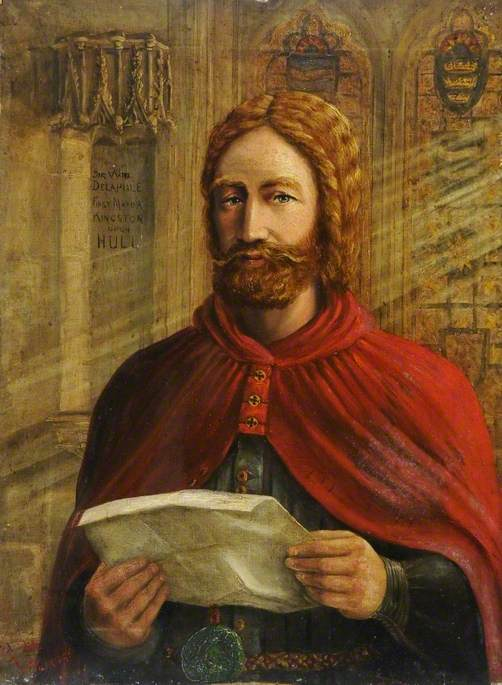
Уильям де ла Поль

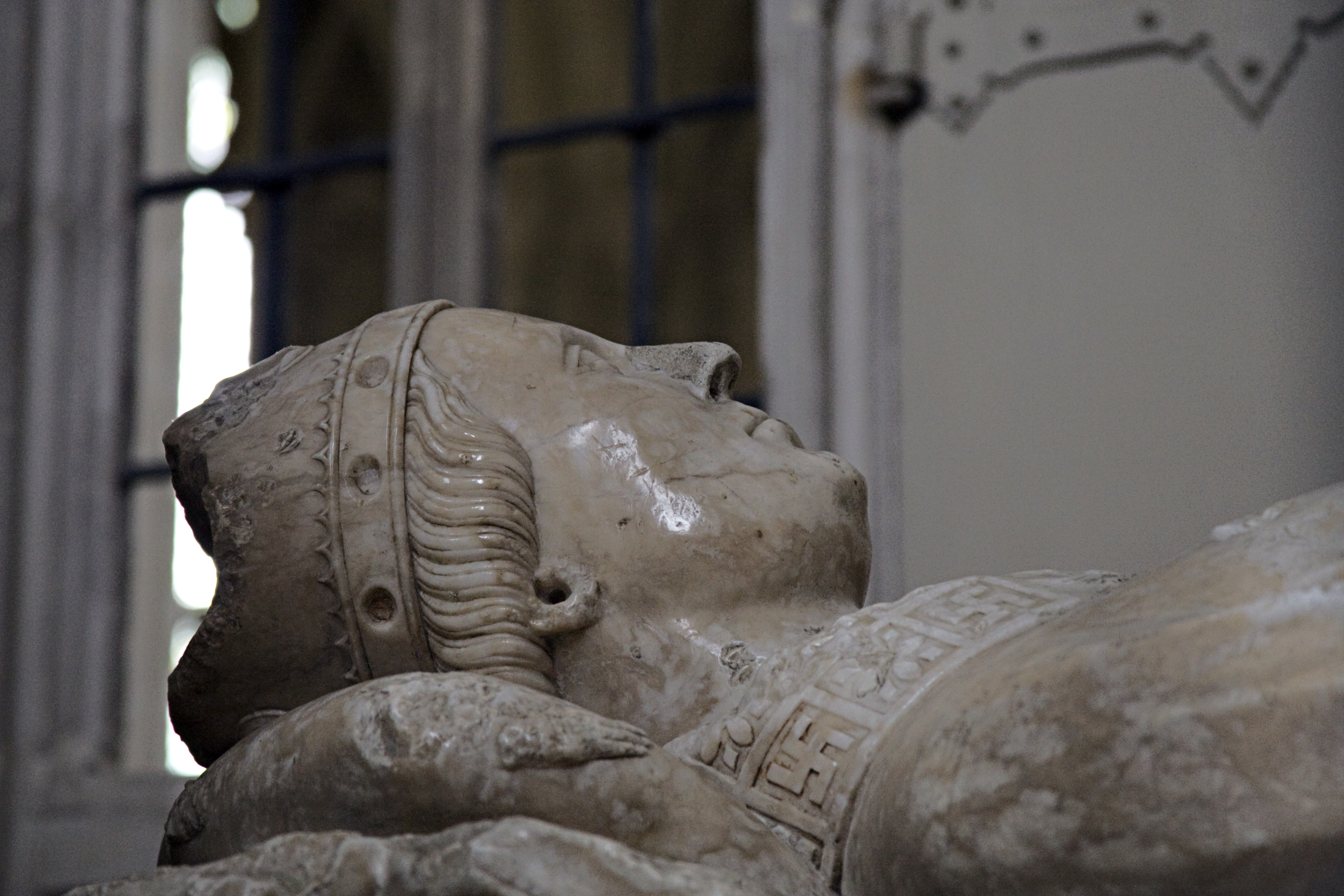
Уильям Эддингтон

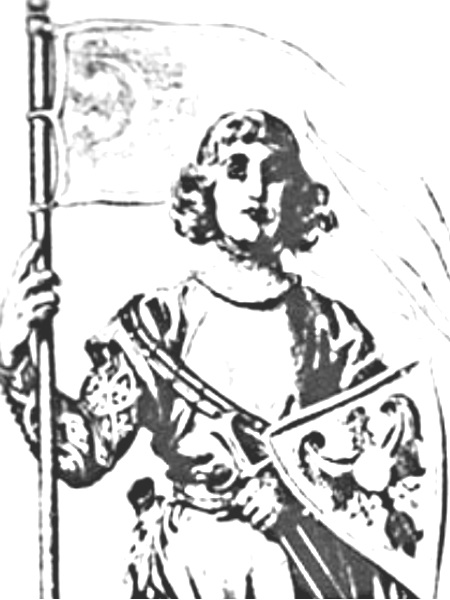
Конрад I Олесницкий

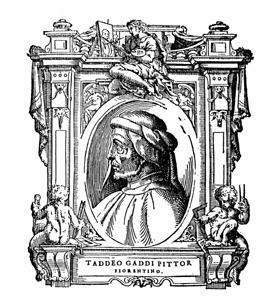
Таддео Гадди

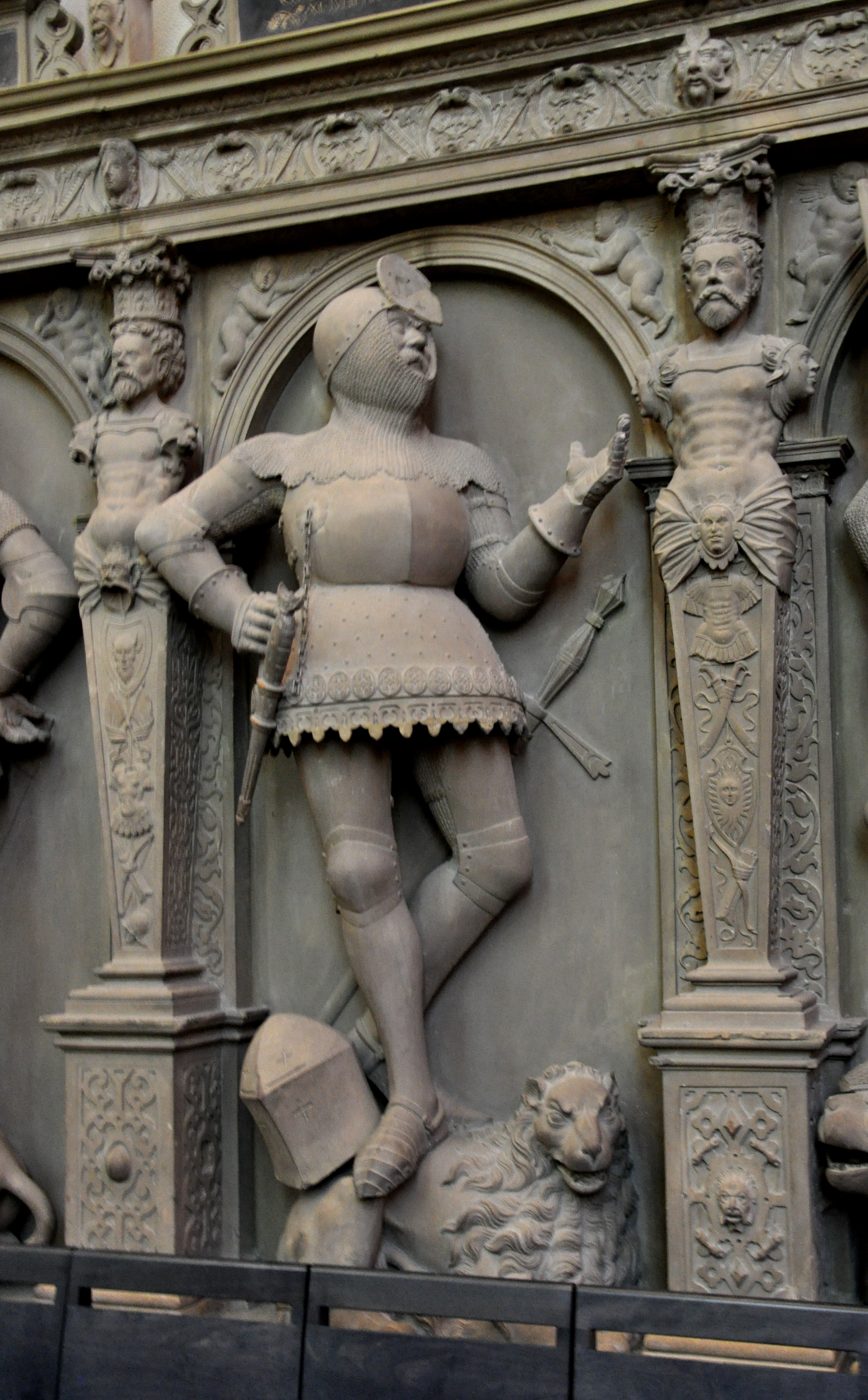
Ульрих IV

В этой статье представлен список известных людей, умерших в 1366 году.
См. также: Категория:Умершие в 1366 году.

## Январь
- 6 января — Пётр Тома — папский легат, епископ Патти и Липари (1353—1359), латинский патриарх Константинополя (1364—1366), святой Римско-католической церкви.
- 8 января — Томас де Рингстед[англ.] — епископ Бангора (1357—1366).
- 14 января — Маргарита Габсбург[итал.] — дочь герцога Австрии Альбрехта II Мудрого, герцогиня-консорт Верхней Баварии и графиня-консорт Тироля (1361—1363) как жена Мейнгарда III, маркграфиня-консорт Моравии (1364—1366), как жена Иоганна Генриха
- 18 января — Сегин де Бадефоль[фр.] — лидер крупной армии разбойников во Франции периода Столетней войны; умер от отравления.
- 25 января — Генрих Сузо (70) — немецкий писатель и поэт, богослов-мистик, святой римско-католической церкви.

## Февраль
- 23 февраля — Роберт Пейнель[фр.] — епископ Трегье (1353—1354), епископ Нанта (1354—1366).

## Март
- 17 марта — Мин Юйчжэнь — китайский лидер крестьянского восстания, основатель и первый император государства Великое Ся (1362—1366).

## Апрель
- 2 апреля — Алеман де Сент-Жуар[нем.] — епископ Гента (1342—1366)
- 17 апреля — Джакомо да Черквето[итал.] — августинский монах, блаженный римско-католической церкви
- 26 апреля — Саймон Ислип[англ.] — лорд-хранитель Малой печати (1347—1350), архиепископ Кентерберийский (1349—1366)
- Джованни ди Вико[англ.] — один из лидеров итальянских гиббелинов; убит.

## Май
- 19 мая — Фридрих II фон Труэндинген[нем.] — князь-епископ Бамберга (1363—1366)
- 20 мая — Мария Калабрийская (37) — дочь Карла Калабрийского, графиня Альбы, герцогиня-консорт Дураццо (1343—1348), жена герцога Карла, княгиня-консорт Тарентская и титулярная императрица-консорт Латинской империи (1364—1366), жена Филиппа II Тарентского. Её потомки унаследовали корону Неаполя после смерти её сестры Джованны I.
- 21 мая — Хемминг[англ.] — епископ Турку (1338—1366), покровитель Турку.
- 25 мая — Арно де Серволь — французский наёмник и разбойник периода Столетней войны, командир Великой роты и других отрядов наёмников и разбойников. Убит своими же людьми.
- Мод де Бадлесмер[англ.] — дочь Бартоломью Бэдлсмера, 1-го барона Бэдлсмер, графиня-консорт Оксфорд (1336—1360), жена Джона де Вера, 7-й графа Оксфорд.

## Июнь
- 5 июня — Агнес фон Гогенберг[нем.] — герцогиня-консорт фон Тек (1349—1352), жена герцога Конрада IV Тек.
- 21 июня — Уильям де ла Поль — английский купец и кредитор английских королей, главный барон казначейства, родоначальник знатной семьи де ла Поль
- 30 июня — Суэро Гомес де Толедо[исп.] — архиепископ Сантьяго-де-Компостелы (1362—1366)

## Июль
- 22 июля — Педро Энрикес Кастильский[исп.] — внебрачный сын кастильского короля Энрике II

## Август
- 17 августа — Иоганн II Хоэт[нем.] — епископ Оснабрюка (1350—1366)

## Сентябрь
- 28 сентября — Герхард II фон Шауэнбург[нем.] — епископ Миндена (1361—1366); утонул в Средиземном море.
- 29 сентября — Вальрам II — граф Цвайбрюккена (1311—1366), штатгальтер Лотарингии (1354—1364)
- Коно[нем.] — титулярный епископ Мегары (1324—1366)

## Октябрь
- 6 октября — Уильям Эдингтон — английский епископ и государственный деятель, епископ Уинчестера (1345—1366), хранитель гардероба (1341—1344), лорд-казначей (1344—1356), лорд-канцлер (1356—1363).
- 13 октября — Ибн Нубата — арабский поэт.
- 19 октября — Петер Тюргильссон[англ.] — епископ Линчёпинга (1342—1351), архиепископ Уппсалы (1351—1366).
- 22 октября — Луи I де Шалон-Арле Заморский — сеньор д'Аргёль, де Кюизо, де Витто, де л'Иль-су-Монреаль и де Буссе (1362—1366); умер во время Савойского крестового похода при осаде Месемврии в Болгарии.

## Ноябрь
- 23 ноября — Гасан Дзёсеки[англ.] — патриарх Сото-сю (1325—1366).
- Альберт Штерц[англ.] — немецкий военный и кондотьер, действовавший во Франции и Италии, командир Белой роты, а затем компании Звезды; казнён в Перудже в начале ноября.

## Декабрь
- 12 декабря — Бодзета[пол.] — епископ Кракова (1348—1366).
- 14 декабря — Ялбуга аль-Умари — старший эмир Египта; убит.
- 21 декабря — Жан де Франс (1366)[фр.] (6 месяцев) — французский принц, сын короля Франции Карла V Мудрого — наследник престола.
- 22 декабря или 27 декабря — Конрад I Олесницкий — князь Глогувско-Жаганьский и Великопольский (вместе с братьями Генрихом Верным, Яном, Болеславом и Пшемком) (1309—1312), князь олесницкий (с братом Болеславом) (1312—1313), князь Намыслувский (вместе с братом Болеславом с 1313 года) (1312—1323), князь Гнезненский (вместе с братом Болеславом) (1312—1313), князь Калишский (вместе с братом Болеславом с 1313 года), князь Олесницкий (1320/1321—1366), князь Козленский (1357—1366).
- Отто дер Шютц[нем.] — единственный сын, соправитель и наследник ландграфа Гессена Генриха II; умер раньше отца, возможно убит. Герой народного фольклора и литературы.

## Дата неизвестна или требует уточнения
- Абу Бекр Келеви — один из вождей сербедарского восстания в Самарканде в 1365—66 годах; убит по приказу Тимура.
- Альфонсо Перес Нойя[англ.] — епископ Оренсе (1361—1366).
- Амедео д’Альба[итал.] — епископ Ланго (1342—1346), епископ Ноли (1346—1366).
- Гавел из Лемберка, чешский аристократ из панского рода Лемберков, генеральный приор Чешской провинции ордена иоаннитов (1334/1337—1366).
- Таддео Гадди — итальянский художник из Флоренции.
- Джон из Тайнмута — английский священник, хронист и богослов, один из летописцев начального периода Столетней войны, автор всемирной хроники «Золотая история».
- Доменико ди Агостино[итал.] — итальянский архитектор и скульптор
- Евнутий — великий князь литовский (1341—1345), князь изяславский (1347—1366)
- Елена Великая Комнина — предполагаемая дочь Василия Великого Комнина, царица-консорт Грузии (1360—1366), первая жена Баграта V Великого; умерла от чумы.
- Идрис I Канем[порт.] — правитель империи Канем (Северная и Центральная Африка) (1342—1366)
- Миклош Кесей[англ.] — епископ Нитры (1347—1350), Архиепархия Загреба (1350—1356), архиепископ Эстергома (1356—1366), вице-канцлер Венгрии (1351—1356), канцлер Венгрии (1356—1366).
- Мухаммад II ас-Саид — маринидский султан Марокко (1358, 1362—1366); убит визирем Умаром ибн Абдуллой аль-Ябани.
- Нардо ди Чоне — итальянский художник из Флоренции.
- Леонтиос Пилатос — греческий учёный и переводчик раннего итальянского Возрождения из Калабрии, первый профессор греческого языка в Западной Европе.
- Рамон Беренгер Арагонский — сын короля Арагона Хайме II Справедливого — первый граф де Прадес и барон Антенцы (1324—1341), граф Ампурьяс (1341—1366)
- Сорийотей I — правитель Кхмерской империи (1357—1366)
- Токусай[фр.] — японский художник.
- Томас Биссет[англ.] — шотландский дворянин, граф Файф на правах жены Изабеллы Макдафф (1363—1366)
- Ульрих IV — граф Вюртемберга (1344—1362) совместно с братом Эберхардом II.
- Хайме Фадрике — каталонский дворянин, граф Салоны (1355—1365).
- Энрике Энрикес Младший — кастильский дворянин и военачальник.